# Artibeus toltecus
Artibeus toltecus (Saussure, 1860) è un pipistrello della famiglia dei Fillostomidi diffuso nell'America Centrale.

## Descrizione

### Dimensioni
Pipistrello di piccole dimensioni, con la lunghezza della testa e del corpo tra 59 e 65 mm, la lunghezza dell'avambraccio tra 39 e 43 mm, la lunghezza del piede tra 12 e 14 mm, la lunghezza delle orecchie tra 16 e 19 mm e un peso fino a 20 g.

### Aspetto
La pelliccia è moderatamente lunga e si estende leggermente sulle zampe e sui piedi. Le parti dorsali sono nerastre, mentre le parti ventrali sono bruno-grigiastre, con la punta dei peli biancastra. Il muso è corto e largo. La foglia nasale è ben sviluppata e lanceolata. Due strisce chiare sono presenti su ogni lato del viso, la prima si estende dall'angolo esterno della foglia nasale fino a dietro l'orecchio, mentre la seconda parte dall'angolo posteriore della bocca e termina alla base del padiglione auricolare. Il labbro inferiore ha una verruca al centro circondata da altre più piccole. Le orecchie sono marroni. È privo di coda, mentre l'uropatagio è ridotto ad una sottile membrana lungo la parte interna degli arti inferiori, è cosparso di pochi di peli e con il margine libero frangiato e a forma di U rovesciata. Il calcar è corto. Il cariotipo è 2n=30 (femmine) 31 (maschi) FNa=56.

## Biologia

### Comportamento
Si rifugia nelle grotte, edifici, nelle fessure rocciose e tra i rami intricati di Ficus. Costruisce piccole tende modificando grandi foglie di alberi come il banano e Anthurium.

### Alimentazione
Si nutre di frutta di specie native di Ficus, Solanum, Eugenia acapulcensis e di nettare.

### Riproduzione
Il periodo riproduttivo coincide con la produzione di frutta, mentre le nascite avvengono tra aprile e maggio e agosto e settembre.

## Distribuzione e habitat
Questa specie è diffusa dagli stati messicani di Sinaloa ad ovest e Nuevo León ad est attraverso tutto il Centro America fino a Panama orientale.
Vive nelle foreste sempreverdi, nelle pianure e in frutteti tra 600 e 1.500 metri di altitudine.

## Tassonomia
Sono state riconosciute 2 sottospecie:
- A.t.toltecus: Dagli stati orientali messicani di Nuevo León e Tamaulipas attraverso il Guatemala, Honduras, Nicaragua centrali fino alla Costa Rica e a Panama;
- A.t.hesperus (Davis, 1969): Dagli stati occidentali messicani di Sinaloa e Durango lungo le costa pacifiche del Guatemala, El Salvador, Honduras e Nicaragua.

## Conservazione
La IUCN Red List, considerato il vasto areale e la popolazione presumibilmente numerosa, classifica A.toltecus come specie a rischio minimo (Least Concern)).